# Чаробни Мајк: Последњи плес
Чаробни Мајк: Последњи плес (енгл. Magic Mike's Last Dance) америчка је драмедија из 2023. године. Режију потписује Стивен Содерберг, по сценарију Рида Керолина. Наставак је филма Чаробни Мајк XXL из 2015. године. Главне улоге тумаче Ченинг Тејтум и Салма Хајек Пино.
Приказивање у биоскопима започело је 10. фебруара 2023. године у Сједињеним Америчким Државама, односно 9. фебруара исте године у Србији. Добио је помешане рецензије критичара и зарадио преко 56 милиона долара.

## Радња
Након што га је пропали пословни договор оставио без новца, Мајк је присиљен да ради као бармен на Флориди. Надајући се последњем добром проводу, Мајк бежи у Лондон са познатом богаташицом која му даје понуду коју не може да одбије, уз покоју скривену намеру. Када Мајк открије њен план, пита се да ли он и нови згодни плесачи, које мора да доведе у форму, могу да изведу немогуће.

## Улоге
- Ченинг Тејтум као Мајк Лејн
- Салма Хајек Пино као Максандра Мендоза
- Ајуб Хан Дин као Виктор
- Џемелија Џорџ као Зејди
- Џулијет Мотамед као Хана
- Вики Пепердин као Една Иглбауер
- Гавин Споукс као Метју
- Алан Кокс као Роџер
- Кејтлин Џерард као Ким
- Кристофер Бенкомо као Кимин супруг